# Tribute Automotive

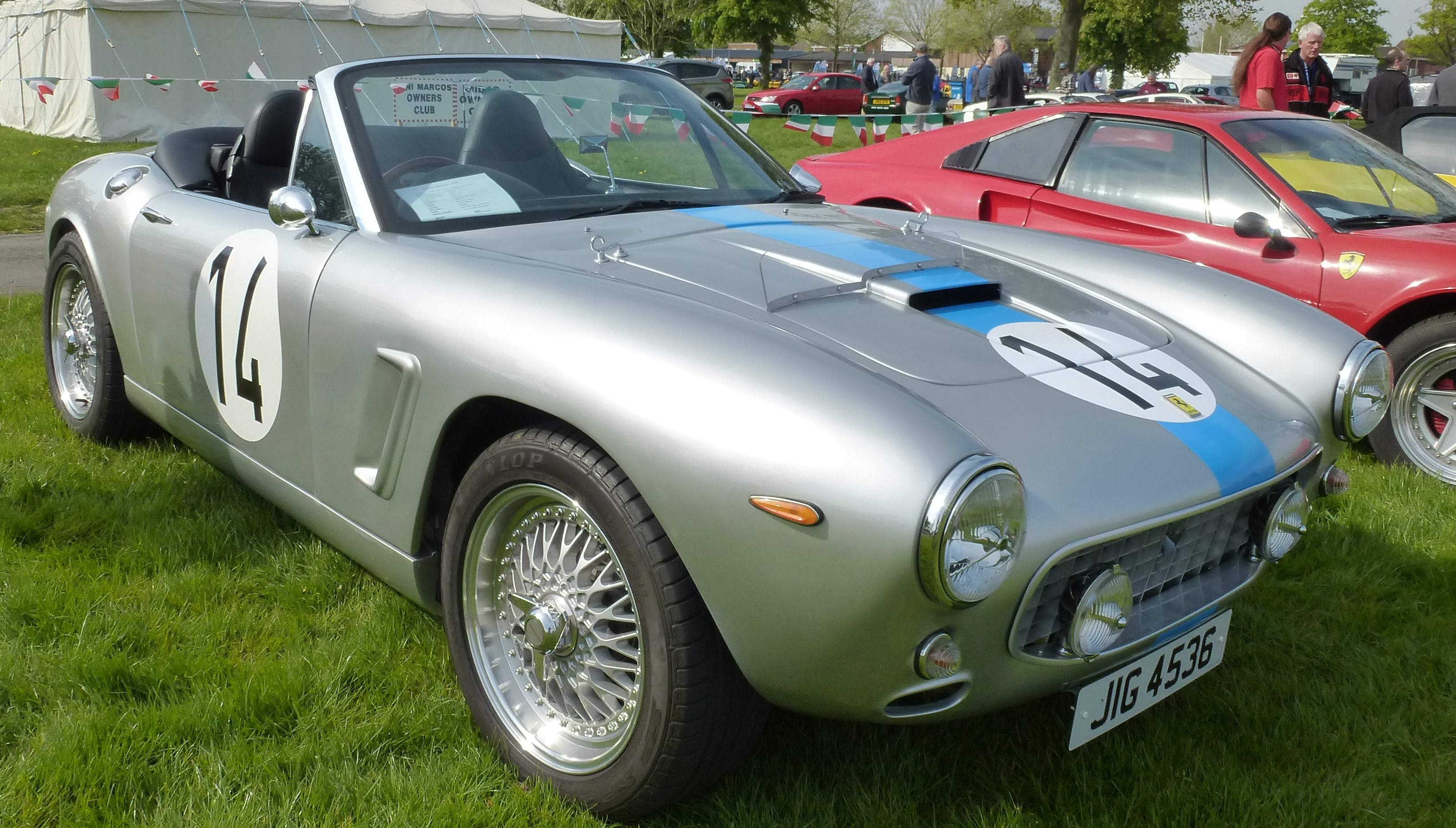
Tribute 250 SWB in offener Ausführung

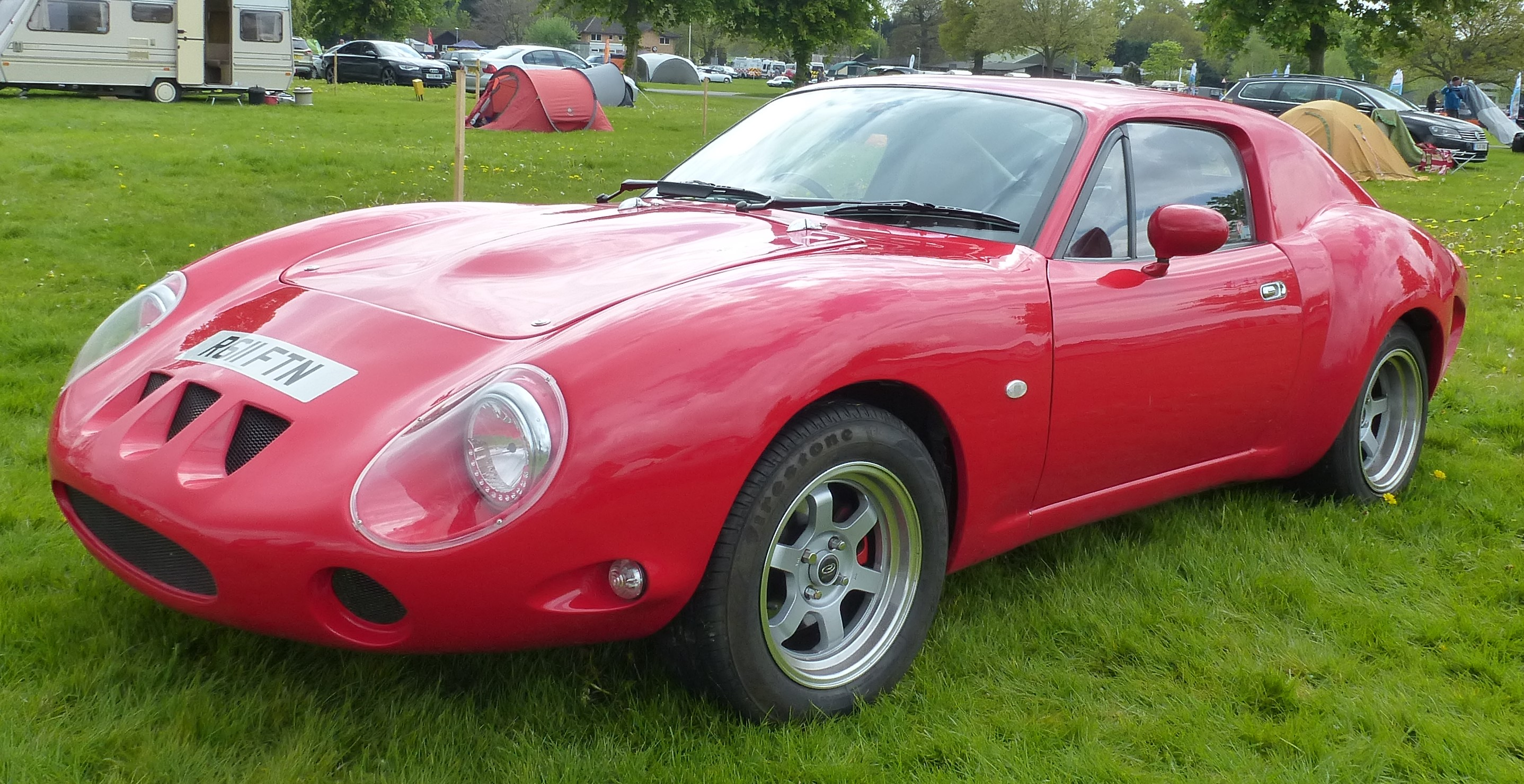
Tribute MX 250

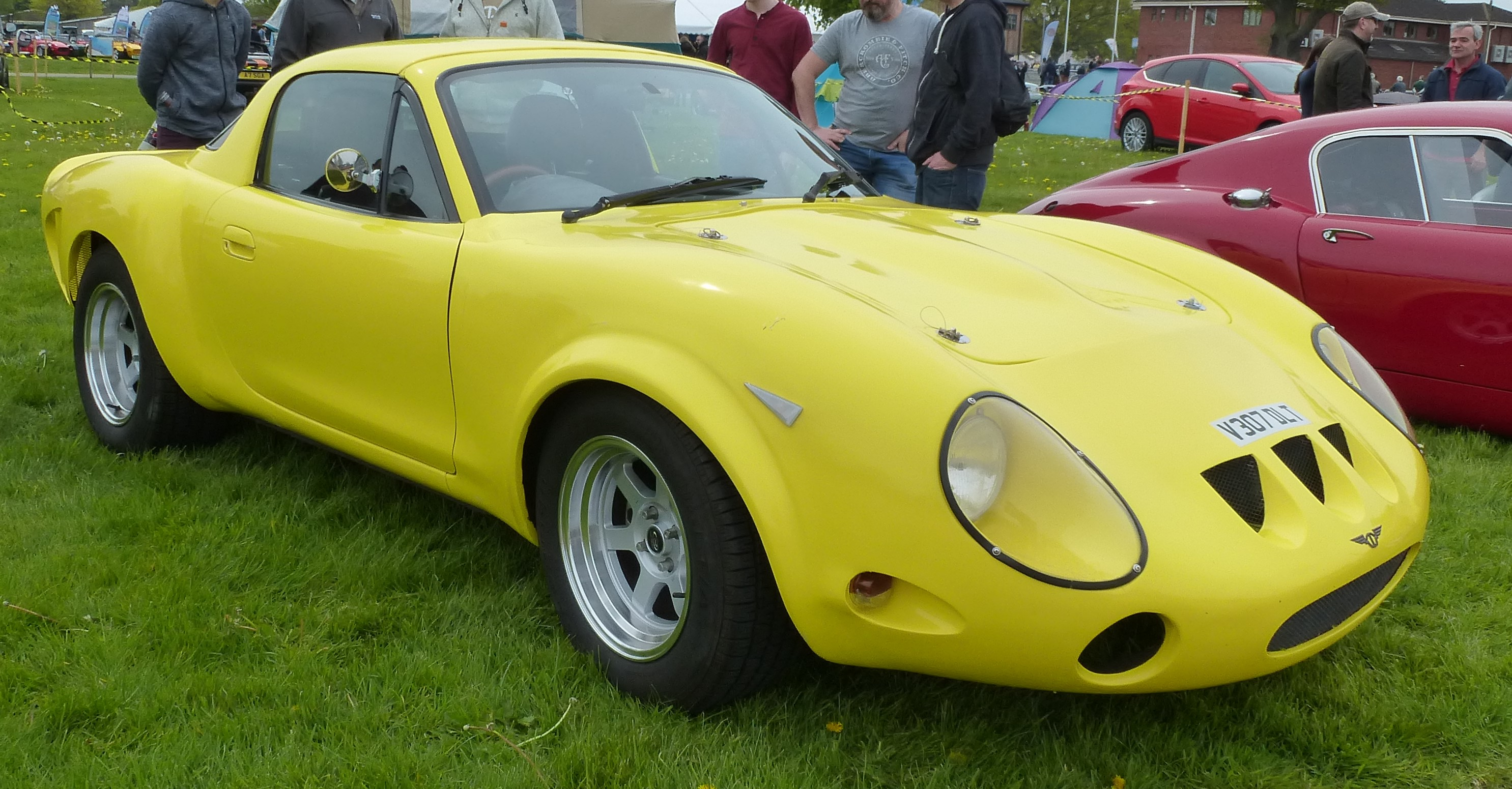
Tribute MX 250 mit anderer Heckform

Tribute Automotive ist ein britischer Hersteller von Automobilen.

## Unternehmensgeschichte
Chris Welch leitet das Unternehmen mit Sitz in Wareham in der Grafschaft Dorset. 2011 begann die Produktion von Automobilen und Kit Cars. Der Markenname lautet Tribute. 2011, 2013 und 2014 nahm das Unternehmen an der Stoneleigh National Kit Car Show teil.
Die Verbindung zu Tribute Automotive Ltd. aus dem nahe gelegenen Swanage ist unklar. Christopher George Welch und Angela Julie Welch leiten dieses am 20. Juli 2015 gegründete Unternehmen, das im Bereich Reparatur und Instandhaltung von Kraftfahrzeugen tätig ist.

## Fahrzeuge
Das erste Modell mit der Bezeichnung Coupé basierte auf einem Toyota Supra. Die Front des Wagens hatte doppelte Rundscheinwerfer.
2017 listete das Unternehmen auf der Internetseite mehrere Modelle auf.
MX 250 und MX 250 C basierten auf dem Mazda MX-5. Sie ähneln einem Ferrari 250 GTO. Zur Wahl stehen Coupé und eine offene Version.
Grundlage des 250 SWB ist der BMW Z3; er  gleicht dem Ferrari 250 SWB. Dieses Modell ist ebenfalls als Coupé und Cabriolet erhältlich.
Der Kobra auf gleicher Basis ist ein Fahrzeug im Stil des AC Cobra.
Ebenfalls auf dem BMW Z3 basiert der Z 300 S, ein offener Zweisitzer ohne direktes Vorbild.
Das Fahrgestell eines Triumph Spitfire bildet die Grundlage für den A 352. Die Karosserie dieses offenen Zweisitzers im Stil der 1950er Jahre besteht aus glasfaserverstärktem Kunststoff.
Außerdem gibt es mit dem Jaguar D Type die Nachbildung des gleichnamigen  Jaguar-Modells.
Der MRS 200 basiert auf einem Toyota MR 2. Er ähnelt dem Ford RS 200.
Für den Mistral, einen offenen Zweisitzer im Stil der 1950er Jahre, ist keine Basis überliefert.
The Newport war  ein offener Rennsportwagen im Stil der 1940er Jahre, der auf dem Fahrgestell des Citroën 2 CV basierte. Er befand sich in der Entwicklung. Auf den im Webarchiv gespeicherten Internetseiten des Herstellers wurde er zuletzt am 19. Februar 2020 geführt.